# Flughafen Petropawl

i8
i11
i13
Der Flughafen Petropawl (kasachisch Халықаралық Петропавл Әуежайы, russisch Аэропорт Петропавловск, IATA-Code: PPK, ICAO-Code: UACP) ist ein Flughafen in Nordkasachstan. Der Flughafen kann nur Il-18, Il-76, Tu-154, Tu-134, An-8, An-12, An-26, An-30, Jak-40, sowie allen Typen von Hubschraubern empfangen.

## Geographische Lage
Der Flughafen liegt nahe der Grenze zu Russland und 11 km südlich von Petropawl.

## Geschichte
1935 wurde der Flughafen in der Nähe des Dorfes Petropawl als unbefestigte Flugpiste für Postflüge errichtet.
2014 wurde mit dem Ausbau der Landebahn auf 2800 Meter Länge und 45 Meter Breite begonnen. Ebenfalls wurde der Passagierterminal modernisiert.